# Seznam iranskih pesnikov
Seznam iranskih pesnikov.

## A
- Mehdi Akhavan-Sales - Cyrus Atabay - Farīd al-Dīn ʿAṭṭār -

## B
- Mohammad Taghi Bahar - Simin Behbahani -

## E
- Parvin E'tesami -  Hushang Ebtehaj (1928-2022) - Emad Khorasani -

## F
- Farohi (Abol Hasan Ali Ebne Džulug Farohi)
- Foroug Farohzad (1935 - 67)

## G
- Aaref Ghazvini - Aref Ghazvini - Aref Qazvini -

## H
- Hafez (Hafis) - Omar Hajam

## J
- Jami -

## K
- Abbas Kiarostami -

## L
- Abolghasem Lahouti /Abdulkosim Lohuti -

## N
- Nezami = Nizami Ganjavi (Niẓāmī Ganjavī; Nizami Ganje'i; Nizami; Nezāmi, Jamal ad-Dīn Abū Muḥammad Ilyās ibn-Yūsuf ibn-Zakkī)

## R
- Rumi - Jalal al-Din Rumi (Maulana)

## S
- Saa'di - Homa Sayar - Sohrab Sepehri - Ali-Akbar Sa'idi Sirjani -

## Š
- Mohammad Hossein Šahriar - Ahmad Šamlou -

## Y
- Mirza Mohammad Farrokhi Yazdi - Nima Yooshij -